# Paweł Gużyński
 (juin 2019).
Paweł Gużyński, né le 21 juin 1968  est un prêtre, prédicateur et liturgiste dominicain polonais. 

## Biographie
Originaire de Toruń, il a un diplôme de technicien en construction de routes et de ponts. Dans sa jeunesse, il  joue au football au club Elana Toruń pendant 12 ans. En 1988, il adhère au mouvement Wolność i Pokój (pl). Il distribue des tracts et des publications clandestines. Le 30 novembre 1988, il est arrêté par le service de sécurité pour avoir diffusé des publications illégales avant d'être libéré et condamné à une amende. Il refuse le service militaire de remplacement dans les conditions proposées par les autorités. 
Il est aumônier universitaire à Poznań et à Rzeszów puis prieur du monastère dominicain de Łódź (2012-2015). Il est connu notamment pour avoir dirigé le programme Rozmównica sur la station de télévision Religia.tv (en). Il collabore à Boska TV avec le vlog Mimochodem et a un blog sur NaTemat.pl.
Certaines de ses déclarations médiatiques suscitent des controverses, en particulier celles dans lesquelles il critique vivement certains évêques, l'épiscopat polonais ou d'autres prêtres, et les liens trop étroits entre l'Église et la politique. En 2017, le provincial des dominicains, le père Paweł Kozacki (pl), constitue une commission spéciale pour examiner les déclarations du religieux. En février 2020, le père Gużyński doit quitter la Pologne pour prendre un poste dans un établissement de formation de son ordre à Rotterdam aux Pays-Bas.
En 2016, il reçoit la Croix de la liberté et de la solidarité.